# Чёлки
Чёлки — озеро на территории Ребольского сельского поселения Муезерского района Республики Карелия.

## Общие сведения
Площадь озера — 4,5 км², площадь водосборного бассейна — 34,1 км². Располагается на высоте 175,5 метров над уровнем моря.
Форма озера лопастная, продолговатая: вытянуто с запада на восток. Берега изрезанные, каменисто-песчаные, местами заболоченные.
Из восточной оконечности озера вытекает короткая протока, впадающая в озеро Вожъярви, которое, в свою очередь, соединяется протокой с Лексозером, откуда через реки Сулу и Лендерку воды в итоге попадают в Балтийское море.
В озере расположены восемь небольших безымянных островов.
К восточной оконечности озера подходит лесная дорога.
Код объекта в государственном водном реестре — 01050000111102000010670.